# Asser Fagerström
Asser Fagerström, född 27 juli 1912 i Helsingfors, död 6 oktober 1990 i Helsingfors, var en finländsk musiker, kompositör, kapellmästare, utgivare och redaktör.

## Biografi
Fagerström var yngsta barnet i en skara av elva. Han gjorde sitt första offentliga framträdande under sommaren 1927 på en friluftsteater i Vallgård i Matti Jurvas och Väinö Syvännes pjäs Sumussa ja humussa. Åren 1928-30 var Fagerström aktiv som pianist och dragspelare i The Saxophone Jazz Band. 1931 blev Fagerström dragspelare och pianist i Ramblers och innehade samma roller i Dallapé åren 1935-36 samt från 1960. Efter andra världskriget arbetade Fagerström som svetsare och ledare av en restaurangorkester. 1958 gick Fagerström med i Humppa-Veikot, men föll snart i skuggan av trummisen Kullervo Linna. Från början hette orkestern Pumppu-Veikot och strax efter namnbytet lämnade Fagerström och sousafonisten Eero Lauresalo orkestern. Fagerström och Lauresalo fortsatte samarbetet genom att bilda en egen humppaorkester.